# Samoa na Mistrzostwach Świata w Lekkoatletyce 2015
Samoa na Mistrzostwach Świata w Lekkoatletyce 2015 – reprezentacja Samoa podczas Mistrzostw Świata w Pekinie liczyła 2 zawodników, którzy nie zdobyli medali.

## Występy reprezentantów Samoa

### Mężczyźni

#### Konkurencje biegowe
| Konkurencja   | Zawodnik      | Runda 1    | Runda 1 | Półfinał | Półfinał | Finał    | Finał   |
| Konkurencja   | Zawodnik      | Rezultat   | Pozycja | Rezultat | Pozycja  | Rezultat | Pozycja |
| ------------- | ------------- | ---------- | ------- | -------- | -------- | -------- | ------- |
| Bieg na 200 m | Jeremy Dodson | 20,31 (SB) | 17. q   | 20,53    | 21.      | NQ       | NQ      |

#### Konkurencje techniczne
| Konkurencja  | Zawodnik  | Eliminacje | Eliminacje | Finał    | Finał   |
| Konkurencja  | Zawodnik  | Rezultat   | Pozycja    | Rezultat | Pozycja |
| ------------ | --------- | ---------- | ---------- | -------- | ------- |
| Rzut dyskiem | Alex Rose | 59,07 m    | 25.        | NQ       | NQ      |